# Autainville
Autainville est une commune française située dans le département de Loir-et-Cher en région Centre-Val de Loire.
Localisée au centre-nord du département, la commune fait partie de la petite région agricole « la Beauce », une vaste étendue de cultures céréalières, oléagineuses (colza) et protéagineuses (pois, féverolle, lupin), avec également de la betterave sucrière, et de la pomme de terre. Elle est drainée par le Baignon.
L'occupation des sols est marquée par l'importance des espaces agricoles et naturels qui occupent la quasi-totalité du territoire communal. Un espaces naturel d'intérêt est présent sur la commune :  une Zone naturelle d'intérêt écologique, faunistique et floristique (ZNIEFF), la « Forêt de Marchenoir ».  En 2010, l'orientation technico-économique de l'agriculture sur la commune est la culture des céréales et des oléoprotéagineux. À l'instar du département qui a vu disparaître le quart de ses exploitations en dix ans, le nombre d'exploitations agricoles a fortement diminué, passant de 26 en 1988, à 17 en 2000, puis à 14 en 2010.

## Géographie

### Localisation et communes limitrophes
La commune d'Autainville se trouve au centre-nord du département de Loir-et-Cher, dans la petite région agricole de la Beauce,. À vol d'oiseau, elle se situe à 33 km  de Blois, préfecture du département et à 9,1 km de Beauce la Romaine, chef-lieu du canton de la Beauce dont dépend la commune depuis 2015. La commune fait en outre partie du bassin de vie de Vendôme.
Les communes les plus proches sont : La Colombe (3,4 km), Saint-Laurent-des-Bois (4 km), Binas (4,4 km), Saint-Léonard-en-Beauce (6 km), Marchenoir (6,3 km), Semerville (6,4 km), Le Plessis-l'Échelle (7,4 km), Vievy-le-Rayé (7,8 km) et Moisy (8,4 km).
| Beauce la Romaine       |             | Binas                  |
|                         | Autainville |                        |
| Saint-Léonard-en-Beauce | Marchenoir  | Saint-Laurent-des-Bois |

### Paysages et relief
Dans le cadre de la Convention européenne du paysage, adoptée le 20 octobre 2000 et entrée en vigueur en France le 1er juillet 2006, un atlas des paysages de Loir-et-Cher a été élaboré en 2010 par le CAUE de Loir-et-Cher, en collaboration avec la DIREN Centre (devenue DREAL en 2011), partenaire financier. Les paysages du département s'organisent ainsi en huit grands ensembles et 25 unités de paysage,. La commune fait partie de l'unité de paysage de « la Beauce ».
La fertile Beauce, qui couvre pas moins de six cent mille hectares, est un vaste plateau, essentiellement consacré aux grandes cultures (céréales, colza, betterave sucrière). En Loir-et-Cher, la Beauce s'avance jusqu'à Blois, bordée au nord par le Loir et au sud par la Loire, couvrant un septième du département. Ses paysages épurés et ouverts sur le ciel contrastent avec les vertes collines Percheronnes au nord et surtout avec les grandes forêts Solognotes au sud.
L'altitude du territoire communal varie de 119 mètres à 153 mètres,.

### Hydrographie

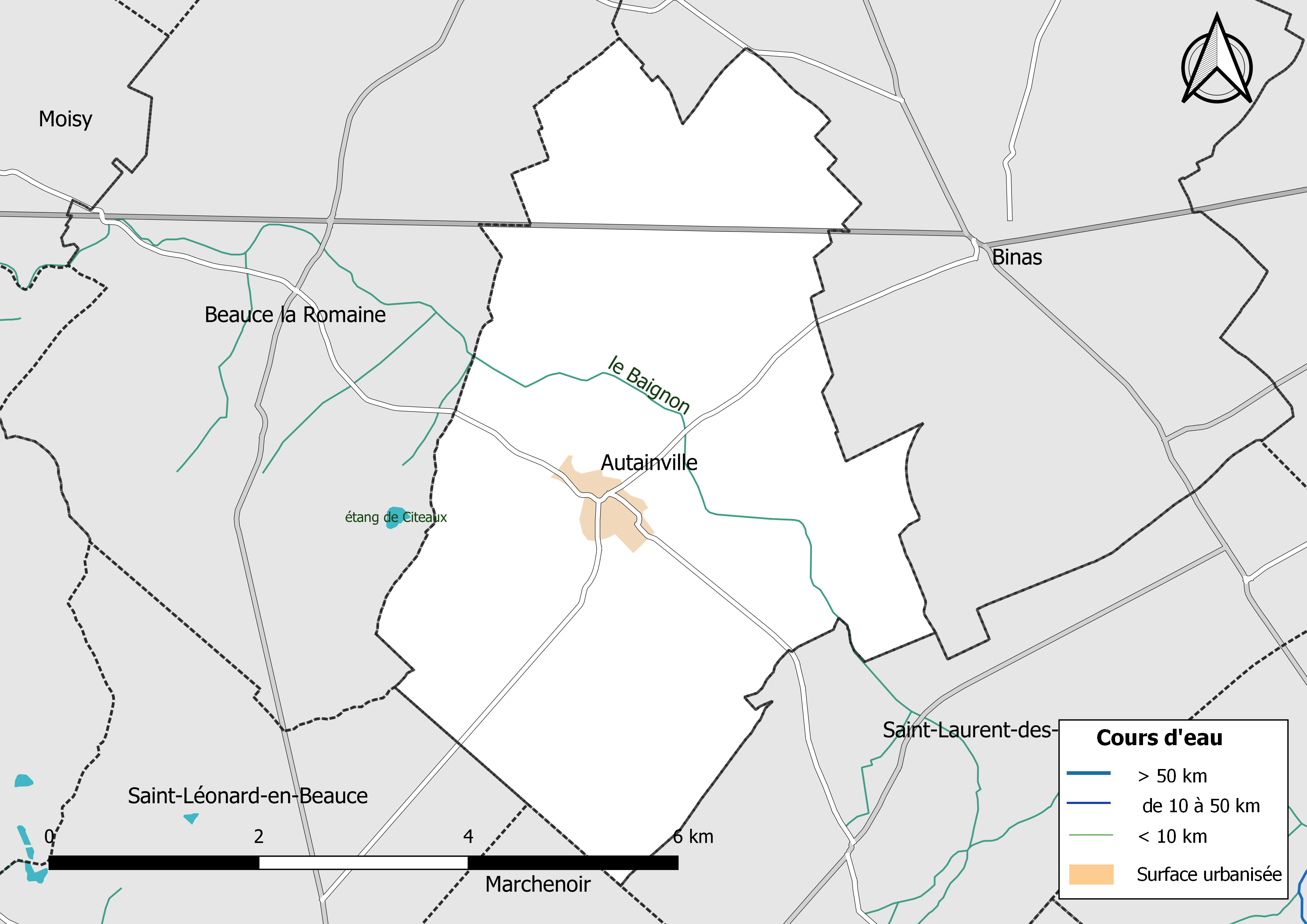
Réseau hydrographique d'Autainville.

La commune est drainée par le Baignon (5,377 km).
Le Baignon, d'une longueur totale de 15,5 km, prend sa source dans la commune de Saint-Laurent-des-Bois et se jette  dans le Loir à Morée, après avoir traversé 6 communes. 
Sur le plan piscicole, ce cours d'eau est classé en première catégorie, où le peuplement piscicole dominant est constitué de salmonidés (truite, omble chevalier, ombre commun, huchon).

### Climat
Pour des articles plus généraux, voir Climat du Centre-Val de Loire et Climat de Loir-et-Cher.
En 2010, le climat de la commune est de type climat océanique dégradé des plaines du Centre et du Nord, selon une étude du CNRS s'appuyant sur une série de données couvrant la période 1971-2000. En 2020, Météo-France publie une typologie des climats de la France métropolitaine dans laquelle la commune est exposée à un climat océanique altéré et est dans la région climatique Moyenne vallée de la Loire, caractérisée par une bonne insolation (1 850 h/an) et un été peu pluvieux.
Pour la période 1971-2000, la température annuelle moyenne est de 11 °C, avec une amplitude thermique annuelle de 15,2 °C. Le cumul annuel moyen de précipitations est de 660 mm, avec 11 jours de précipitations en janvier et 7,4 jours en juillet. Pour la période 1991-2020, la température moyenne annuelle observée sur la station météorologique de Météo-France la plus proche, sur la commune de Saint-Léonard-en-Beauce à 6 km à vol d'oiseau, est de 11,9 °C et le cumul annuel moyen de précipitations est de 642,2 mm,. Pour l'avenir, les paramètres climatiques de la commune estimés pour 2050 selon différents scénarios d'émission de gaz à effet de serre sont consultables sur un site dédié publié par Météo-France en novembre 2022.

### Milieux naturels et biodiversité

#### Zones nationales d'intérêt écologique, faunistique et floristique

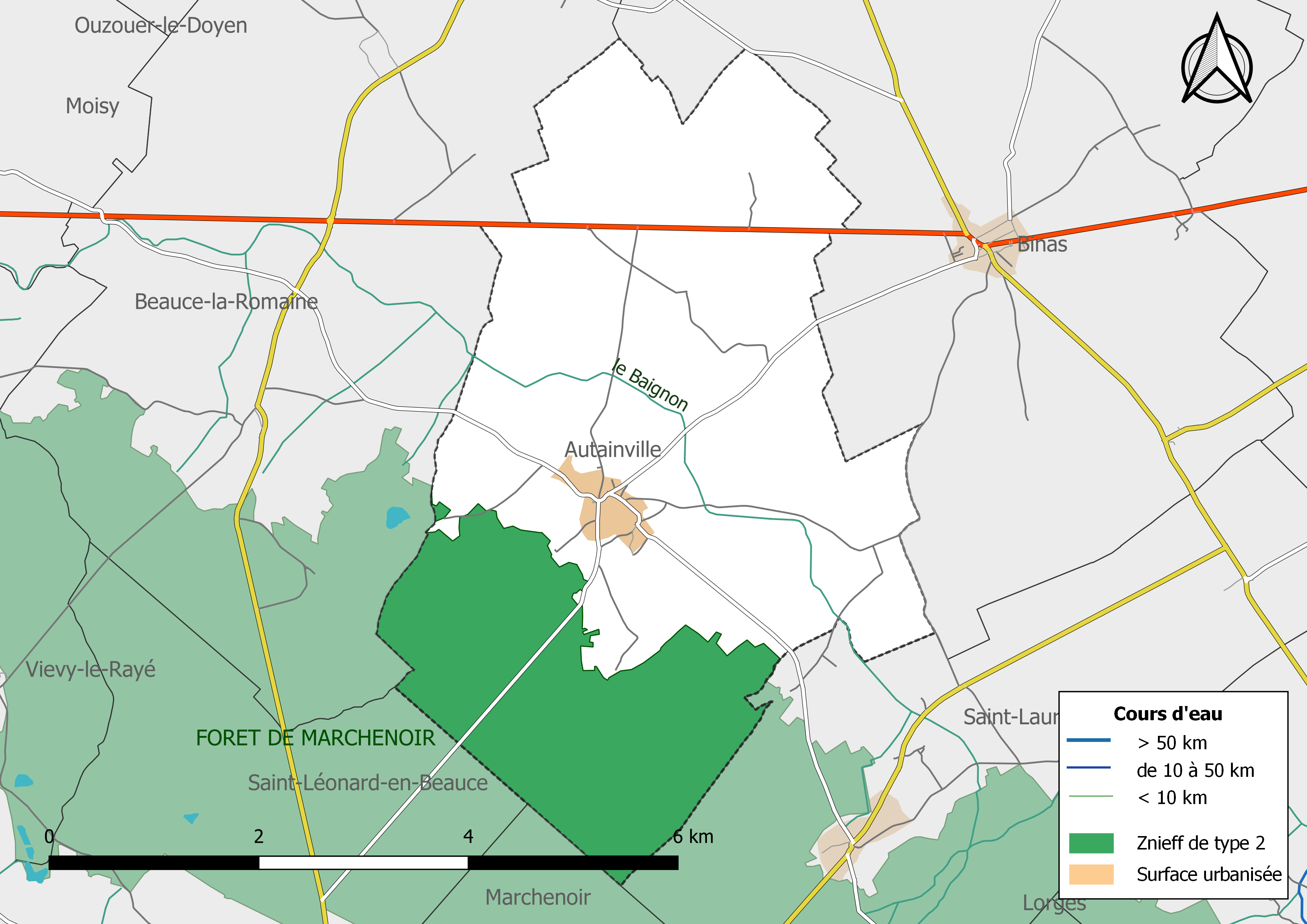
Carte des ZNIEFF de type 2 localisées sur la commune.

L'inventaire des zones naturelles d'intérêt écologique, faunistique et floristique (ZNIEFF) a pour objectif de réaliser une couverture des zones les plus intéressantes sur le plan écologique, essentiellement dans la perspective d'améliorer la connaissance du patrimoine naturel national et de fournir aux différents décideurs un outil d'aide à la prise en compte de l'environnement dans l'aménagement du territoire. Le territoire communal d'Autainville comprend une ZNIEFF : la « Forêt de Marchenoir » (5 070,57 ha), localisée sur la moitié sud du territoire communal. Cette vaste et ancienne forêt (Jules César en fait mention dans la « Guerre des Gaules) », qui s'étend sur 11 communes de Loir-et-Cher, occupe une lentille d'argiles à silex au sein du plateau de Beauce. Ce massif presque entièrement privé est majoritairement occupé par de la Chênaie sessiliflore acidiphile à neutrophile. Localement, on rencontre des mares et des étangs sur lesquels se développent des végétations aquatiques, amphibies et parfois des habitats tourbeux. En termes d'espèces, il convient de noter la présence d'Ophioglossum vulgatum et de Luronium natans, protégées respectivement au niveau régional et au niveau national, le Luronium étant par ailleurs inscrit à l'annexe 2 de la Directive habitats.

## Urbanisme

### Typologie
Au 1er janvier 2024, Autainville est catégorisée commune rurale à habitat dispersé, selon la nouvelle grille communale de densité à sept niveaux définie par l'Insee en 2022.
Elle est située hors unité urbaine. Par ailleurs la commune fait partie de l'aire d'attraction d'Orléans, dont elle est une commune de la couronne,. Cette aire, qui regroupe 136 communes, est catégorisée dans les aires de 200 000 à moins de 700 000 habitants,.

### Occupation des sols

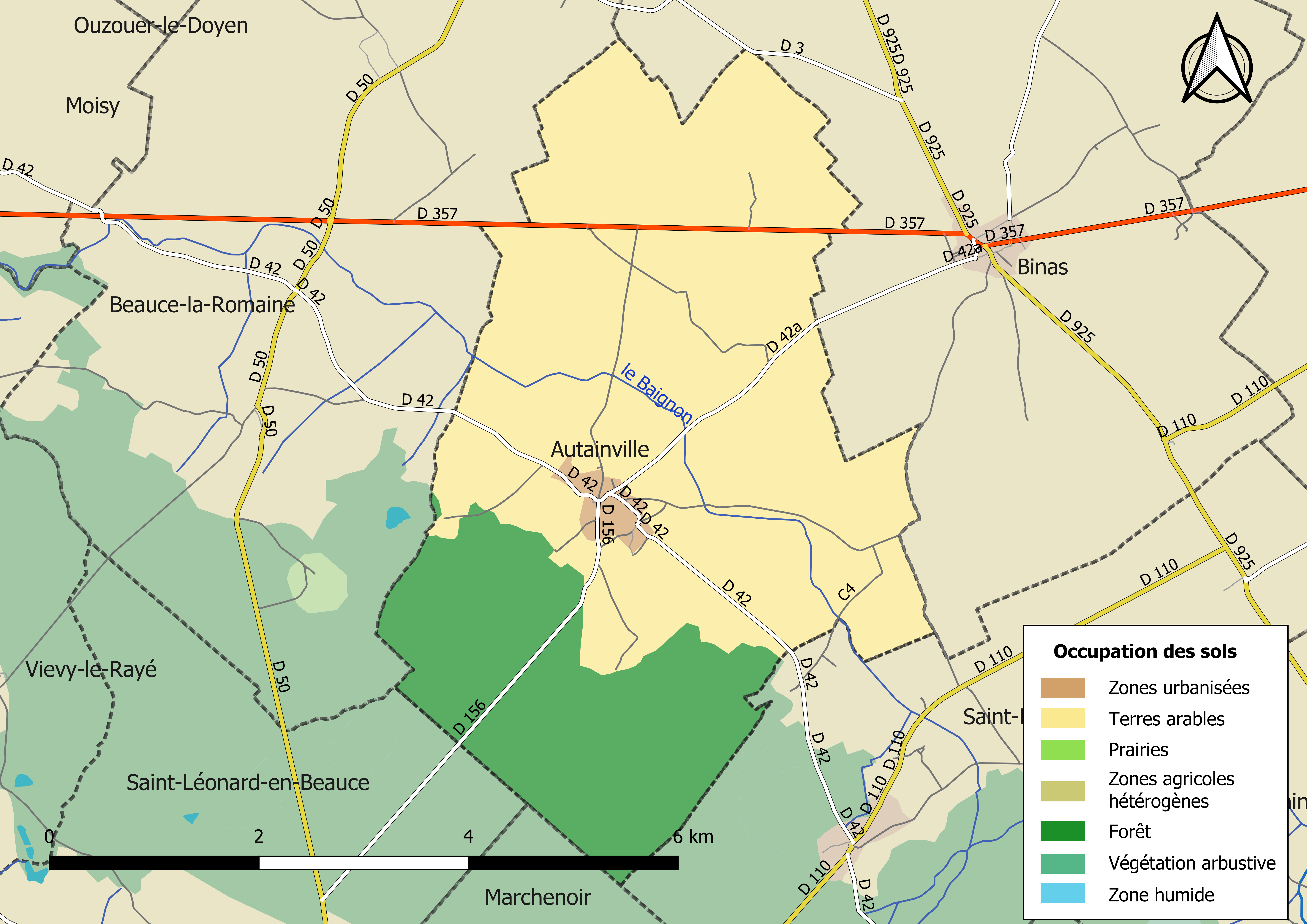
Infrastructures et occupation des sols de la commune d'Autainville.

L'occupation des sols est marquée par l'importance des espaces agricoles et naturels (98,4 %). La répartition détaillée ressortant en 2012 de la base de données européenne d'occupation biophysique des sols Corine Land Cover est la suivante : 
- terres arables (71,2 %),
- forêts (27,2 %),
- zones urbanisées (1,6 %)[14].

### Planification
En matière de planification, la commune disposait en 2017 d'une carte communale approuvée.

### Habitat et logement
Le tableau ci-dessous présente la typologie des logements à Autainville en 2016 en comparaison avec celle du Loir-et-Cher et de la France entière. Une caractéristique marquante du parc de logements est ainsi une proportion de résidences secondaires et logements occasionnels (18,2 %) supérieure à celle du département (18 %) et à celle de la France entière (9,6 %). Concernant le statut d'occupation de ces logements, 86,3 % des habitants de la commune sont propriétaires de leur logement (90,5 % en 2011), contre 68,1 % pour le Loir-et-Cher et 57,6 pour la France entière.
|                                                         | Autainville | Loir-et-Cher | France entière |
| ------------------------------------------------------- | ----------- | ------------ | -------------- |
| Résidences principales (en %)                           | 76,1        | 74,5         | 82,3           |
| Résidences secondaires et logements occasionnels (en %) | 18,2        | 18           | 9,6            |
| Logements vacants (en %)                                | 5,8         | 7,5          | 8,1            |

### Risques majeurs
Le territoire communal d'Autainville est vulnérable à différents aléas naturels :  climatiques (hiver exceptionnel ou canicule), feux de forêts, mouvements de terrains ou sismique (sismicité très faible). 
Il est également exposé à deux risques technologiques : le risque nucléaire et  le transport de matières dangereuses,.

#### Risques naturels
Les mouvements de terrains susceptibles de se produire sur la commune sont liés au retrait-gonflement des argiles. Le phénomène de retrait-gonflement des argiles est la conséquence d'un changement d'humidité des sols argileux. Les argiles sont capables de fixer l'eau disponible mais aussi de la perdre en se rétractant en cas de sécheresse. Ce phénomène peut provoquer des dégâts très importants sur les constructions (fissures, déformations des ouvertures) pouvant rendre inhabitables certains locaux. La carte de zonage de cet aléa peut être consultée sur le site de l'observatoire national des risques naturels Georisques.

#### Risques technologiques
La totalité du territoire de la commune peut être concernée par le risque nucléaire. En cas d'accident grave, certaines installations nucléaires sont susceptibles de rejeter dans l'atmosphère de l'iode radioactif. Or la commune se situe partiellement à l'intérieur du périmètre de 20 km du Plan particulier d'intervention de la centrale nucléaire de Saint-Laurent-des-Eaux. À ce titre les habitants de la commune, comme tous ceux résidant dans le périmètre proche de 20 km de la centrale ont bénéficié, à titre préventif, d'une distribution de comprimés d'iode stable dont l'ingestion avant rejet radioactif permet de pallier les effets sur la thyroïde d'une exposition à de l'iode radioactif. En cas d'incident ou d'accident nucléaire, des consignes de confinement ou d'évacuation peuvent être données et les habitants peuvent être amenés à ingérer, sur ordre du préfet, les comprimés en leur possession,.
Le risque de transport de marchandises dangereuses sur la commune est lié à sa traversée par une route à fort trafic. Un accident se produisant sur une telle infrastructure est en effet susceptible d'avoir des effets graves au bâti ou aux personnes jusqu'à 350 m, selon la nature du matériau transporté. Des dispositions d'urbanisme peuvent être préconisées en conséquence.

## Toponymie
Selon Denis Jeanson, auteur d'un dictionnaire de toponymie de la région Centre-Val de Loire, Autainville viendrait du bas latin Ottavilla. Otta, nom de personne d'origine germanique qui suivi la déclinaison imparasyllabique a -anae, est complété de villa, un domaine rural. La graphie moderne apparaît pour la première fois en 1288 dans le cartulaire de Blois, mais différentes variantes lui succèdent.

## Histoire

### Révolution française et Empire

#### Nouvelle organisation territoriale
Le décret de l'Assemblée nationale du 12 novembre 1789 décrète qu'« il y aura une municipalité dans chaque ville, bourg, paroisse ou communauté de campagne ». C'est avec le décret de la Convention nationale du 10 brumaire an II (31 octobre 1793) que la paroisse d'Autainville devient formellement « commune d'Autainville »,.
En 1790, dans le cadre de la création des départements, la municipalité est rattachée au canton de Marchenoir et au district de Mer. Les cantons sont supprimés, en tant que découpage administratif, par une loi du 26 juin 1793, et ne conservent qu'un rôle électoral, permettant l'élection des électeurs du second degré chargés de désigner les députés,. La Constitution du 5 fructidor an III, appliquée à partir de vendémiaire an IV (1795) supprime les districts, considérés comme des rouages administratifs liés à la Terreur, mais maintient les cantons qui acquièrent dès lors plus d'importance en retrouvant une fonction administrative. Enfin, sous le Consulat, un redécoupage territorial visant à réduire le nombre de justices de paix ramène le nombre de cantons en Loir-et-Cher de 33 à 24. Autainville est alors rattachée au canton de Marchenoir et à l'Arrondissement de Blois par arrêté du 5 vendémiaire an X (26 septembre 1801),,. Cette organisation va rester inchangée pendant près de 150 ans.

### Époque contemporaine

#### Seconde Guerre Mondiale
Entre le 29 janvier 1939 et le 8 février, plus de 3 100 réfugiés espagnols fuyant l'effondrement de la république espagnole devant Franco, arrivent dans le Loir-et-Cher. Devant l'insuffisance des structures d'accueil (les haras de Selles-sur-Cher sont notamment utilisés), 47 villages sont mis à contribution, dont Autainville. Les réfugiés, essentiellement des femmes et des enfants, sont soumis à une quarantaine stricte, vaccinés, le courrier est limité, le ravitaillement, s'il est peu varié et cuisiné à la française, est assuré. Au printemps et à l'été, les réfugiés sont regroupés à Bois-Brûlé (commune de Boisseau).

## Politique et administration

### Découpage territorial

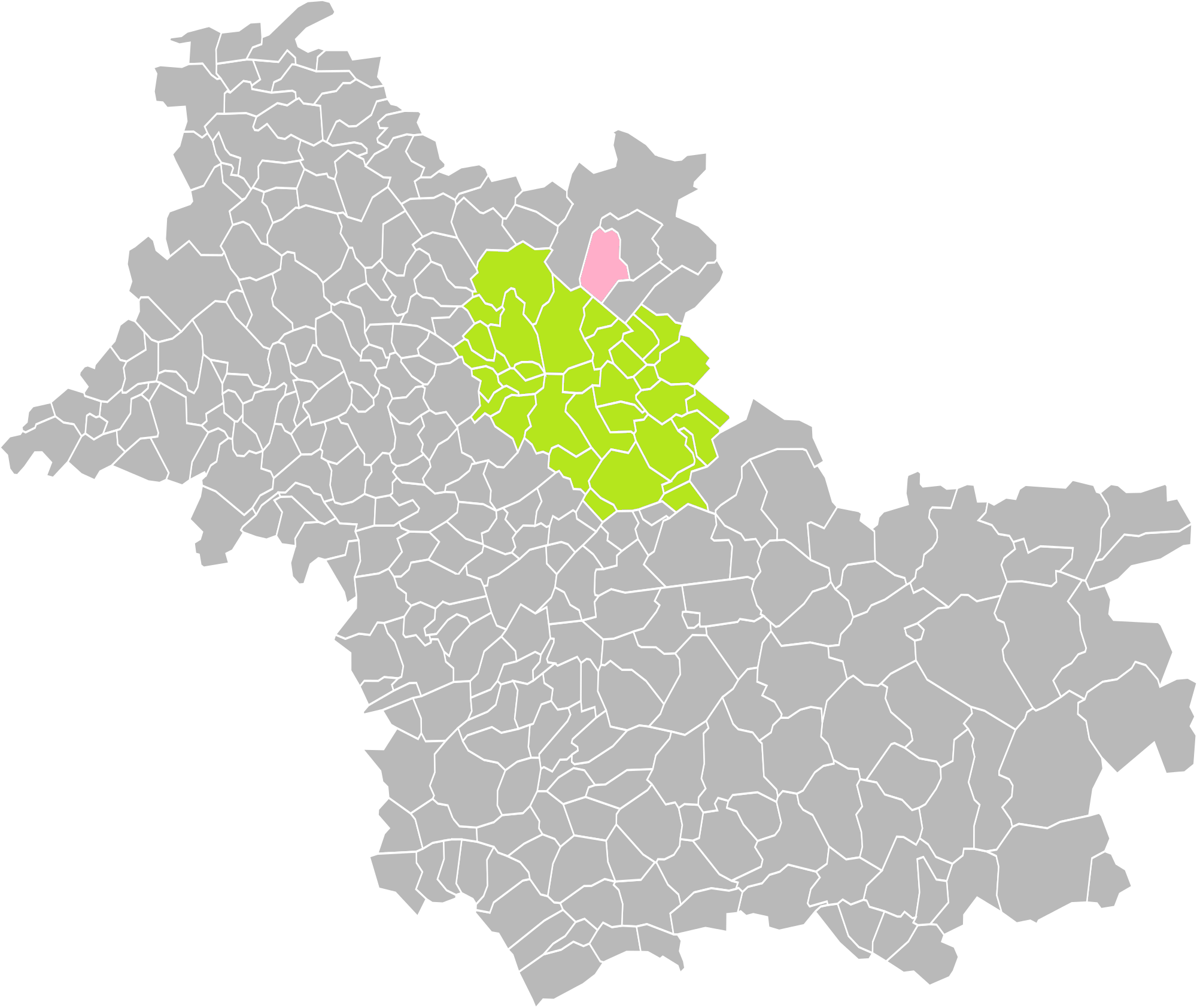
Autainville dans l'intercommunalité en 2016.

La commune d'Autainville est membre de la communauté de communes Beauce Val de Loire, un établissement public de coopération intercommunale (EPCI) à fiscalité propre créé le 1er janvier 2016.
Elle est rattachée sur le plan administratif à l'arrondissement de Blois. Sur le plan électoral, elle est rattachée au canton de la Beauce depuis 2015 pour l'élection des conseillers départementaux et à la Troisième circonscription de Loir-et-Cher pour les élections législatives. La commune est en outre rattachée au département de Loir-et-Cher et à la région Centre-Val de Loire.

### Politique et administration municipale

#### Conseil municipal et maire
Le conseil municipal d'Autainville, commune de moins de 1 000 habitants, est élu au scrutin majoritaire plurinominal avec liste ouvertes et panachage. Le maire, à la fois agent de l'État et exécutif de la commune en tant que collectivité territoriale, est élu par le conseil municipal au scrutin secret lors de la première réunion du conseil suivant les élections municipales, pour un mandat de six ans, c'est-à-dire pour la durée du mandat du conseil.
| Période | Période  | Identité          | Étiquette | Qualité                                                                                       |
| ------- | -------- | ----------------- | --------- | --------------------------------------------------------------------------------------------- |
| 2001    | 2008     | Claude Muller     | DVG       |                                                                                               |
| 2008    | En cours | Christelle Pellé, | MoDem     | Cadre administrative et commerciale d'entreprise, suppléante du député LREM Christophe Marion |

## Équipements et services

### Eau et assainissement
L'organisation de la distribution de l'eau potable, de la collecte et du traitement des eaux usées et pluviales relève des communes. La compétence eau et assainissement des communes est un service public industriel et commercial (SPIC).

#### Alimentation en eau potable
Le service d'eau potable comporte trois grandes étapes : le captage, la potabilisation et la distribution d'une eau potable conforme aux normes de qualité fixées pour protéger la santé humaine. En 2019, la commune est membre du syndicat intercommunal d'adduction d'eau potable d' Autainville qui assure le service en le délégant à une entreprise privée, dont le contrat arrive à échéance le 30 juin 2024.

#### Assainissement des eaux usées
En 2019, la commune d'Autainville gère le service d'assainissement collectif en régie directe, c'est-à-dire avec ses propres personnels, avec le statut de régie à autonomie financière.
Une station de traitement des eaux usées est en service au 1er janvier 2019 sur le territoire communal : 
« Bourg », un équipement utilisant la technique des filtres plantés, dont la capacité est de 450 EH , mis en service le 1er août 2002.
L'assainissement non collectif (ANC) désigne les installations individuelles de traitement des eaux domestiques qui ne sont pas desservies par un réseau public de collecte des eaux usées et qui doivent en conséquence traiter elles-mêmes leurs eaux usées avant de les rejeter dans le milieu naturel. La communauté de communes Beauce Val de Loire assure pour le compte de la commune le service public d'assainissement non collectif (SPANC), qui a pour mission de vérifier la bonne exécution des travaux de réalisation et de réhabilitation, ainsi que le bon fonctionnement et l'entretien des installations.

### Sécurité, justice et secours
La sécurité de la commune est assurée par la brigade de gendarmerie nationale de Marchenoir qui dépend du groupement de gendarmerie départementale de Loir-et-Cher installé à Blois.
En matière de justice, Autainville relève du conseil de prud'hommes de Blois, de la Cour d'appel d'Orléans (juridiction de Blois), de la Cour d'assises de Loir-et-Cher, du tribunal administratif de Blois, du tribunal de commerce de Blois et du tribunal judiciaire de Blois.

## Population et société

### Démographie

#### Évolution démographique
L'évolution du nombre d'habitants est connue à travers les recensements de la population effectués dans la commune depuis 1793. Pour les communes de moins de 10 000 habitants, une enquête de recensement portant sur toute la population est réalisée tous les cinq ans, les populations de référence des années intermédiaires étant quant à elles estimées par interpolation ou extrapolation. Pour la commune, le premier recensement exhaustif entrant dans le cadre du nouveau dispositif a été réalisé en 2007.

En 2022, la commune comptait 429 habitants, en évolution de −2,5 % par rapport à 2016 (Loir-et-Cher : −1,15 %, France hors Mayotte : +2,11 %).
| 1793 | 1800 | 1806 | 1821 | 1831 | 1836 | 1841 | 1846 | 1851 |
| ---- | ---- | ---- | ---- | ---- | ---- | ---- | ---- | ---- |
| 605  | 679  | 613  | 653  | 742  | 787  | 775  | 789  | 841  |

| 1856 | 1861 | 1866 | 1872 | 1876 | 1881 | 1886 | 1891 | 1896 |
| ---- | ---- | ---- | ---- | ---- | ---- | ---- | ---- | ---- |
| 845  | 858  | 890  | 914  | 907  | 884  | 865  | 845  | 805  |

| 1901 | 1906 | 1911 | 1921 | 1926 | 1931 | 1936 | 1946 | 1954 |
| ---- | ---- | ---- | ---- | ---- | ---- | ---- | ---- | ---- |
| 780  | 769  | 790  | 667  | 595  | 593  | 551  | 534  | 516  |

| 1962 | 1968 | 1975 | 1982 | 1990 | 1999 | 2006 | 2007 | 2012 |
| ---- | ---- | ---- | ---- | ---- | ---- | ---- | ---- | ---- |
| 456  | 416  | 391  | 317  | 290  | 320  | 352  | 357  | 420  |

| 2017 | 2022 | - | - | - | - | - | - | - |
| ---- | ---- | - | - | - | - | - | - | - |
| 444  | 429  | - | - | - | - | - | - | - |

#### Pyramide des âges
La population de la commune est relativement jeune.
En 2018, le taux de personnes d'un âge inférieur à 30 ans s'élève à 33,3 %, soit au-dessus de la moyenne départementale (31,3 %). À l'inverse, le taux de personnes d'âge supérieur à 60 ans est de 22,8 % la même année, alors qu'il est de 31,6 % au niveau départemental.
En 2018, la commune comptait 225 hommes pour 221 femmes, soit un taux de 50,45 % d'hommes, légèrement supérieur au taux départemental (48,55 %).
Les pyramides des âges de la commune et du département s'établissent comme suit.
| Hommes | Classe d’âge | Femmes |
| ------ | ------------ | ------ |
| 0,5    | 90 ou +      | 3,2    |
| 5,0    | 75-89 ans    | 10,2   |
| 14,0   | 60-74 ans    | 12,9   |
| 26,8   | 45-59 ans    | 19,6   |
| 18,7   | 30-44 ans    | 22,6   |
| 15,1   | 15-29 ans    | 12,7   |
| 19,9   | 0-14 ans     | 18,9   |

| Hommes | Classe d’âge | Femmes |
| ------ | ------------ | ------ |
| 1,1    | 90 ou +      | 2,6    |
| 9,2    | 75-89 ans    | 11,9   |
| 19,7   | 60-74 ans    | 20,4   |
| 20,7   | 45-59 ans    | 20     |
| 16,5   | 30-44 ans    | 16,2   |
| 15,2   | 15-29 ans    | 13,2   |
| 17,6   | 0-14 ans     | 15,7   |

## Économie

### Secteurs d'activité
Le tableau ci-dessous détaille le nombre d'entreprises implantées à Autainville selon leur secteur d'activité et le nombre de leurs salariés :
|                                                              | total | % com (% dep) | 0 salarié | 1 à 9 salarié(s) | 10 à 19 salariés | 20 à 49 salariés | 50 salariés ou plus |
| ------------------------------------------------------------ | ----- | ------------- | --------- | ---------------- | ---------------- | ---------------- | ------------------- |
| Ensemble                                                     | 45    | 100,0 (100)   | 34        | 10               | 1                | 0                | 0                   |
| Agriculture, sylviculture et pêche                           | 12    | 26,7 (11,8)   | 9         | 3                | 0                | 0                | 0                   |
| Industrie                                                    | 2     | 4,4 (6,5)     | 1         | 1                | 0                | 0                | 0                   |
| Construction                                                 | 5     | 11,1 (10,3)   | 3         | 2                | 0                | 0                | 0                   |
| Commerce, transports, services divers                        | 19    | 42,2 (57,9)   | 16        | 2                | 1                | 0                | 0                   |
| dont commerce et réparation automobile                       | 8     | 17,8 (17,5)   | 7         | 1                | 0                | 0                | 0                   |
| Administration publique, enseignement, santé, action sociale | 7     | 15,6 (13,5)   | 5         | 2                | 0                | 0                | 0                   |
| Champ : ensemble des activités.                              |       |               |           |                  |                  |                  |                     |

Le secteur du commerce, transports et services divers est prépondérant sur la commune (19 entreprises sur 45) néanmoins le secteur agricole reste important puisqu'en proportions (26,7) %, il est plus important qu'au niveau départemental (11,8 %).
Sur les 45 entreprises implantées à Autainville en 2016, 34 ne font appel à aucun salarié, , 10 comptent 1 à 9 salariés et 1 emploie entre 10 et 19 personnes
Au 1er juillet 2017, la commune est classée en zone de revitalisation rurale (ZRR), un dispositif visant à aider le développement des territoires ruraux principalement à travers des mesures fiscales et sociales. Des mesures spécifiques en faveur du développement économique s'y appliquent également

### Agriculture
En 2010, l'orientation technico-économique de l'agriculture sur la commune est la culture de céréales et d'oléoprotéagineux (COP). Le département a perdu près d'un quart de ses exploitations en 10 ans, entre 2000 et 2010 (c'est le département de la région Centre-Val de Loire qui en compte le moins). Cette tendance se retrouve également au niveau de la commune où le nombre d'exploitations est passé de 26 en 1988 à 17 en 2000 puis à 14 en 2010. Parallèlement, la taille de ces exploitations augmente, passant de 69 ha en 1988 à 112 ha en 2010. 
Le tableau ci-dessous présente les principales caractéristiques des exploitations agricoles d'Autainville, observées sur une période de 22 ans : 
|                                      | 1988                 | 2000                 | 2010                 |
| Dimension économique                 | Dimension économique | Dimension économique | Dimension économique |
| ------------------------------------ | -------------------- | -------------------- | -------------------- |
| Nombre d'exploitations (u)           | 26                   | 17                   | 14                   |
| Travail (UTA)                        | 40                   | 22                   | 19                   |
| Surface agricole utilisée (ha)       | 1 782                | 1 592                | 1 564                |
| Cultures                             |                      |                      |                      |
| Terres labourables (ha)              | 1 779                | 1 581                | 1 559                |
| Céréales (ha)                        | 1 323                | 1 090                | 1 006                |
| dont blé tendre (ha)                 | 624                  | 296                  | 212                  |
| dont maïs-grain et maïs-semence (ha) | 201                  | s                    | 85                   |
| Tournesol (ha)                       | 249                  | 82                   | s                    |
| Colza et navette (ha)                | 51                   | 167                  | 220                  |
| Élevage                              |                      |                      |                      |
| Cheptel (UGBTA)                      | 200                  | 33                   | 0                    |

.

#### Produits labellisés
Le territoire de la commune est intégré aux aires de productions de divers produits bénéficiant d'une indication géographique protégée (IGP) : le vin Val-de-loire et les volailles de l’Orléanais,.

## Culture locale et patrimoine

### Lieux et monuments
- Ancienne abbaye cistercienne[85].
- Église Saint-Sulpice[86], qui abrite une cloche prénommée Sulpice datant de 1522 et classée monument historique au titre d'objet[87].

### Héraldique
|  | Les armoiries d'Autainville se blasonnent ainsi : D'or au pal de gueules ; au chef de sinople chargé de trois feuilles de vigne du champ. Création Ph. Barbosa (1996). |

### Personnalités liées à la commune
- Lydie Salvayre (1948-), écrivain lauréate du prix Goncourt.